# Talara mona
Talara mona är en fjärilsart som beskrevs av Dyar 1914. Talara mona ingår i släktet Talara och familjen björnspinnare. Inga underarter finns listade i Catalogue of Life.